# Paul Buschenhagen
Paul Buschenhagen, född den 14 september 1904 i Berlin, död den 18 oktober 1993 på samma plats, var en tysk bancyklist som vann fem sexdagarslopp under karriären:
1929/1930 (med Piet van Kempen): Stuttgart, Berlin, Breslau och Bryssel
1932/1933 (med Adolf Schön): Dortmund